# Daniel Pinard
Pour les articles homonymes, voir Pinard.
Daniel Pinard, né en 1942 et mort le 2 octobre 2024 à Montréal, est un sociologue, animateur de télévision, journaliste, chroniqueur et écrivain québécois. 
Il est surtout connu pour les différentes émissions gastronomiques qu'il a animées pendant des années à la télévision.

## Biographie
Né en 1942, Daniel Pinard est le fils de Roch Pinard, ancien député à la Chambre des communes et ministre fédéral.
Ouvertement homosexuel, Pinard n'hésite pas à blaguer sur son orientation, et il monte aux barricades, à quelques reprises, pour la défense de leurs droits. 
Daniel Pinard meurt d'une embolie pulmonaire à l'âge de 82 ans, le 2 octobre 2024 à Montréal au Centre hospitalier de l'Université de Montréal (CHUM),.

## Médiagraphie

### Émissions télévisées
- Le 60, Radio-Canada (1975-1977)
- Télémag, Radio-Canada (1977-1981)
- Consommaction, Radio-Québec (1992-1995)
- Fleurs et jardins, TVA (1995-?)
- Ciel! mon Pinard, Télé-Québec, (1998-2000)
- Les pieds dans les plats, Télé-Québec (2000-2002)
- Jean-Louis Millette, portrait d'un comédien
- Du cœur au ventre, Radio-Canada (2007-2009)

### Livres
- Pinardises: Recettes et propos culinaires (1994) Éditions Boréal
- Encore des Pinardises (2000) Éditions Boréal

### Émissions radiophoniques
- Bonjour Montréal
- Puisqu'il faut se lever à la station de radio de Montréal 98,5 FM : chroniqueur